# Jurij Szumski
Jurij Wasylowycz Szumski, właśc. Jurij Szomin (ukr. Юрій Васильович Шумський; ur. 5 listopada?/17 listopada 1887 w Tyraspolu, zm. 7 czerwca 1954 w Kijowie) – radziecki aktor filmowy. Ludowy Artysta ZSRR (1944). Dwukrotny laureat Nagrody Stalinowskiej (1950, 1951). Pochowany na Cmentarzu Bajkowa w Kijowie.

## Wybrana filmografia
- 1926: Wasia reformator
- 1926: Benia Krzyk jako Benia Krzyk, syn Mendla
- 1939: Eskadra nr 5
- 1948: Trzeci szturm jako marszałek Aleksandr Wasilewski
- 1949: Bitwa stalingradzka jako marszałek Aleksandr Wasilewski
- 1954: Kalinowy gaj